# Cerapachys cryptus
Cerapachys cryptus é uma espécie de formiga do gênero Cerapachys.